# Antoine Bourdelle
Émile Antoine Bordelles, més conegut com a Antoine Bourdelle (Montauban, 30 d'octubre del 1861 - Le Vésinet-Yvelines, 1 d'octubre del 1929), va ser un escultor francès, un dels més destacats de la Belle Époque i al mateix temps antecedent de l'escultura monumental del segle xx.

## Biografia
Nascut Émile Antoine Bordelles a Montauban del departament de Tarn i Garona, el cognom patern va ser mal escrit en la seva partida de naixença, Bourdelles en comptes de Bordelles perquè la o occitana sona [o] a manera semblant del dígraf francès ou.
Va concloure als 13 anys l'escola primària, i gairebé immediatament després entrà a treballar com a gravador de fusta al taller d'ebenisteria del seu pare. Va aprendre dibuix gràcies al seu convilatà Ingres. Bourdelle va estudiar a l'escola de Belles Arts de Tolosa, després, el 1884 va anar a residir a París, on va ingressar a l'Escola Nacional Superior de Belles Arts on va tenir per mestres Falguière i Dalou. Entre 1896-1904 va continuar els estudis tenint com mestre a Rodin, de qui n'heretà el que es diu una línia experimental, encara que l'estil de Bourdelle té certs trets romanticistes que atenuen l'"expressionisme" de Rodin. Com Rodin, entre altres trets, va posseir cert gust per la monumentalitat, no obstant això Bourdelle va evolucionar cap a una plasticitat més esquemàtica inspirada en les escultures gregues arcaiques i en menor mesura en les gòtiques, en tal sentit és que dona un pas més cap a les avantguardes del segle XX que Rodin.
Encara que com Rodin hagué de dividir la seva obra en la "alimentària" (és a dir la qual li permetia obtenir diners) i la netament artística, la primera es manté en l'academicisme amb elements neoclàssics, la segona és menys estereotipada i -com s'ha indicat- més pròxima a les avantguardes del segle xx, en ambdós casos va donar especial importància a la interacció entre l'escultura i el paisatge on qual està immersa.
El 1924 va ser guardonat amb la Legió d'Honor. Actualment el Museu Bourdelle es troba al 18 de la rue (carrer) "Antoine Bourdelle" de París, on tingué el taller de 1884 a 1929. Part de les seves obres s'exposen al Museu Ingres de la seva ciutat natal.
Entre les seves escultures es destaquen el Monument als caiguts en la Guerra francoprussiana (obra de voltants del 1870), Hèrcules arquer (1909) (al Museu Bourdelle de París), El naixement de Venus al Teatre de Marsella, la Mort del centaure, la sèrie de relleus per al Teatre dels Champs Élysées (1912), nombrosos busts (de Beethoven, Rodin, Anatole France, etc.), una monumental Verge amb el Nen i, emplaçades a la ciutat argentina de Buenos Aires, les valuoses escultures de L'últim centaure i del Monument ecuestre a Carlos María d'Alvear, a aquest conjunt s'afegix el disseny del gegantesc monument-cementiri per als milers de morts en el combat Vieil Armand durant la Primera Guerra Mundial.

## Galeria

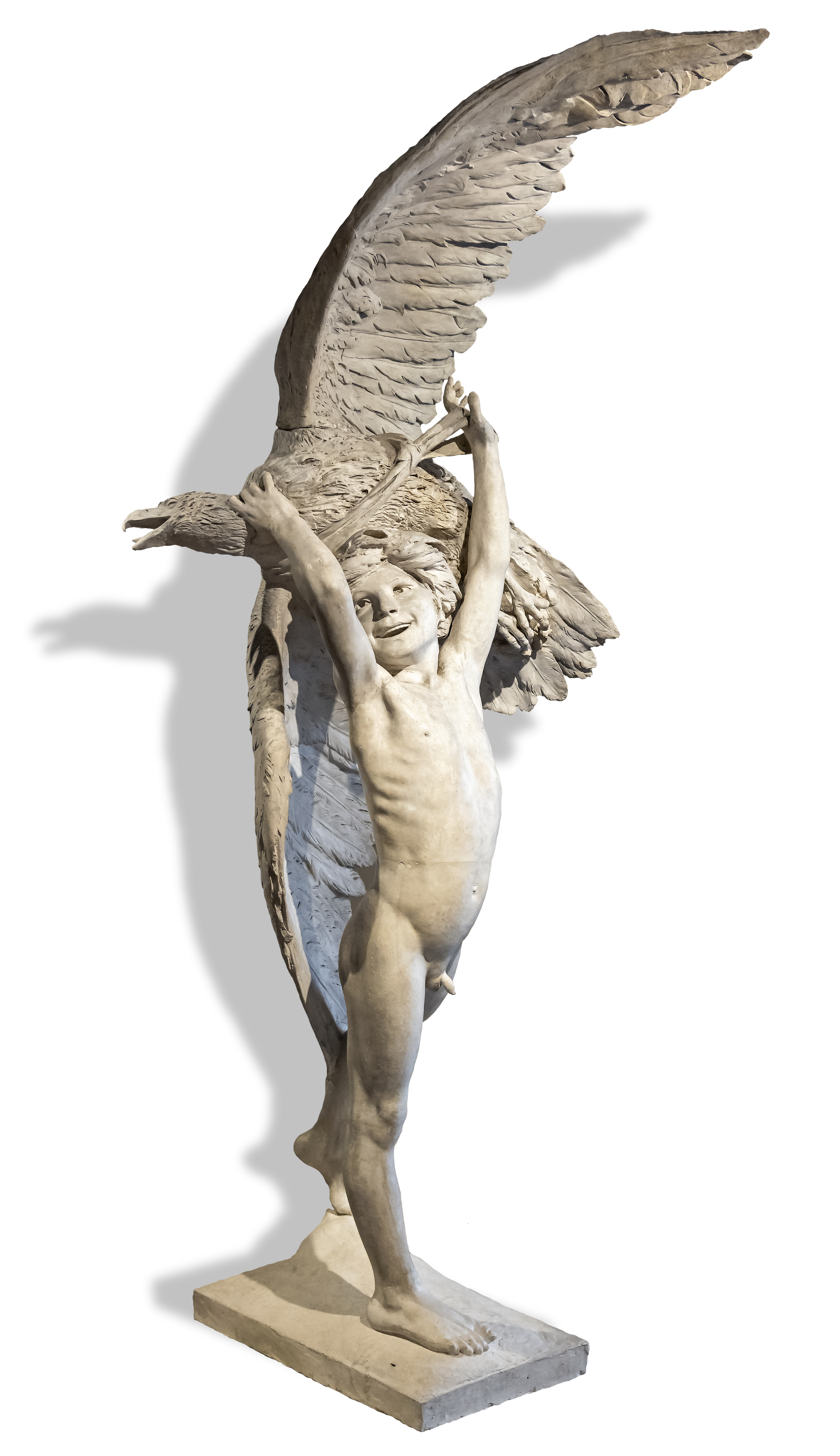
Primera victòria d'Hannibal Original Plaster (1885)
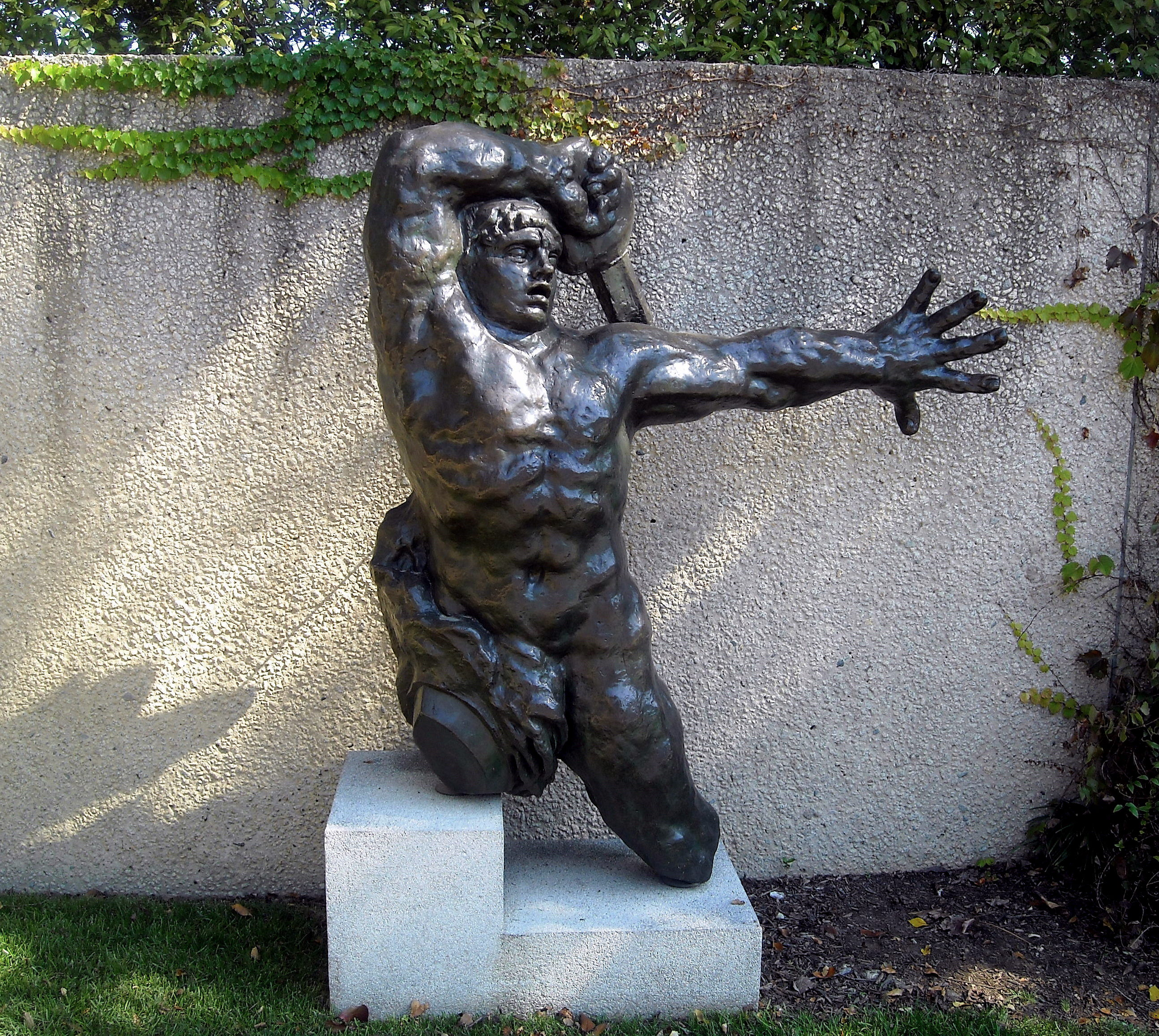
El Gran Guerrer de Montauban, bronze, (1898), Hirshhorn Museum, Washington, D.C.
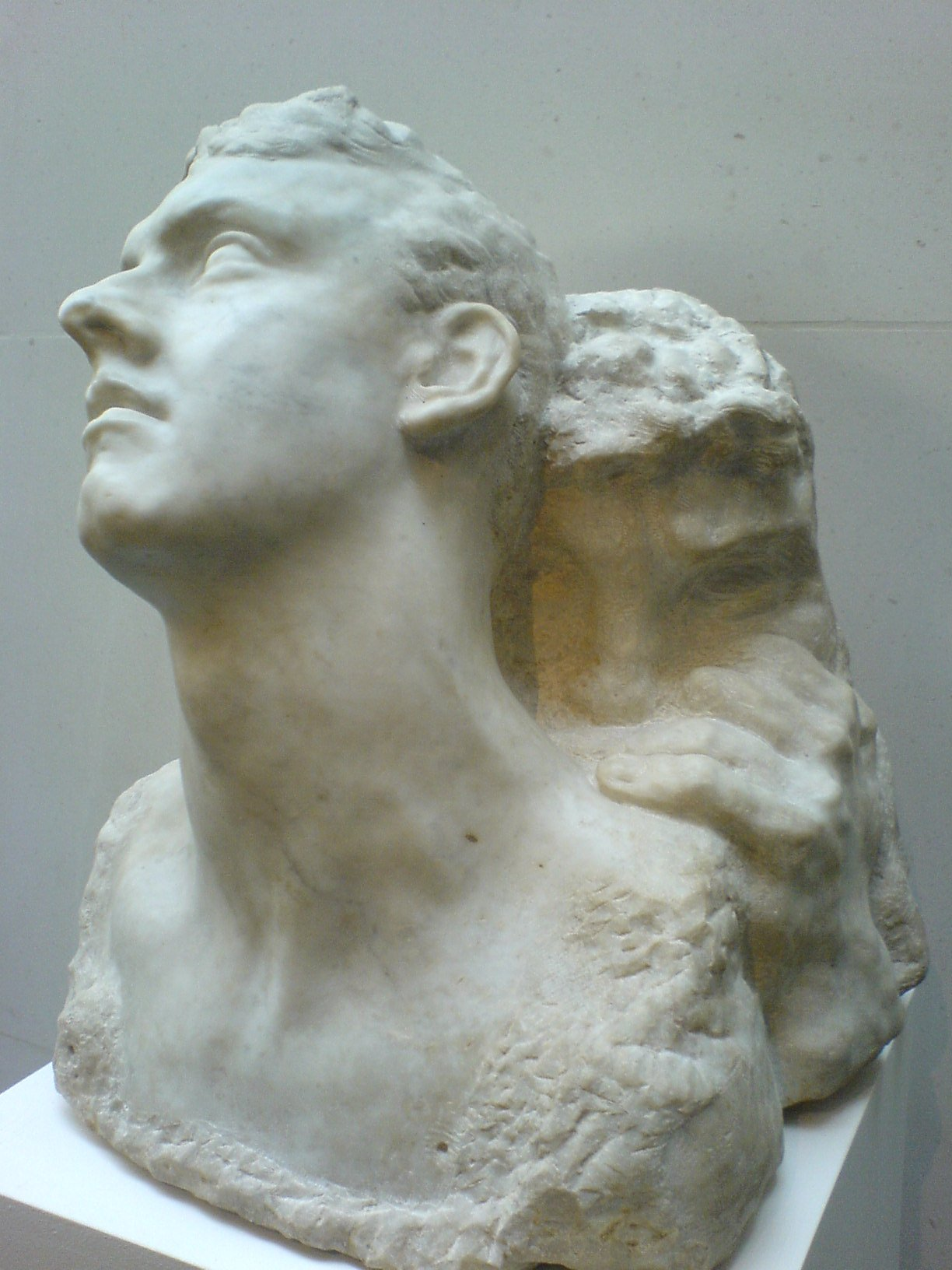
Dia i nit, marble, 1903, Musée Bourdelle, Paris
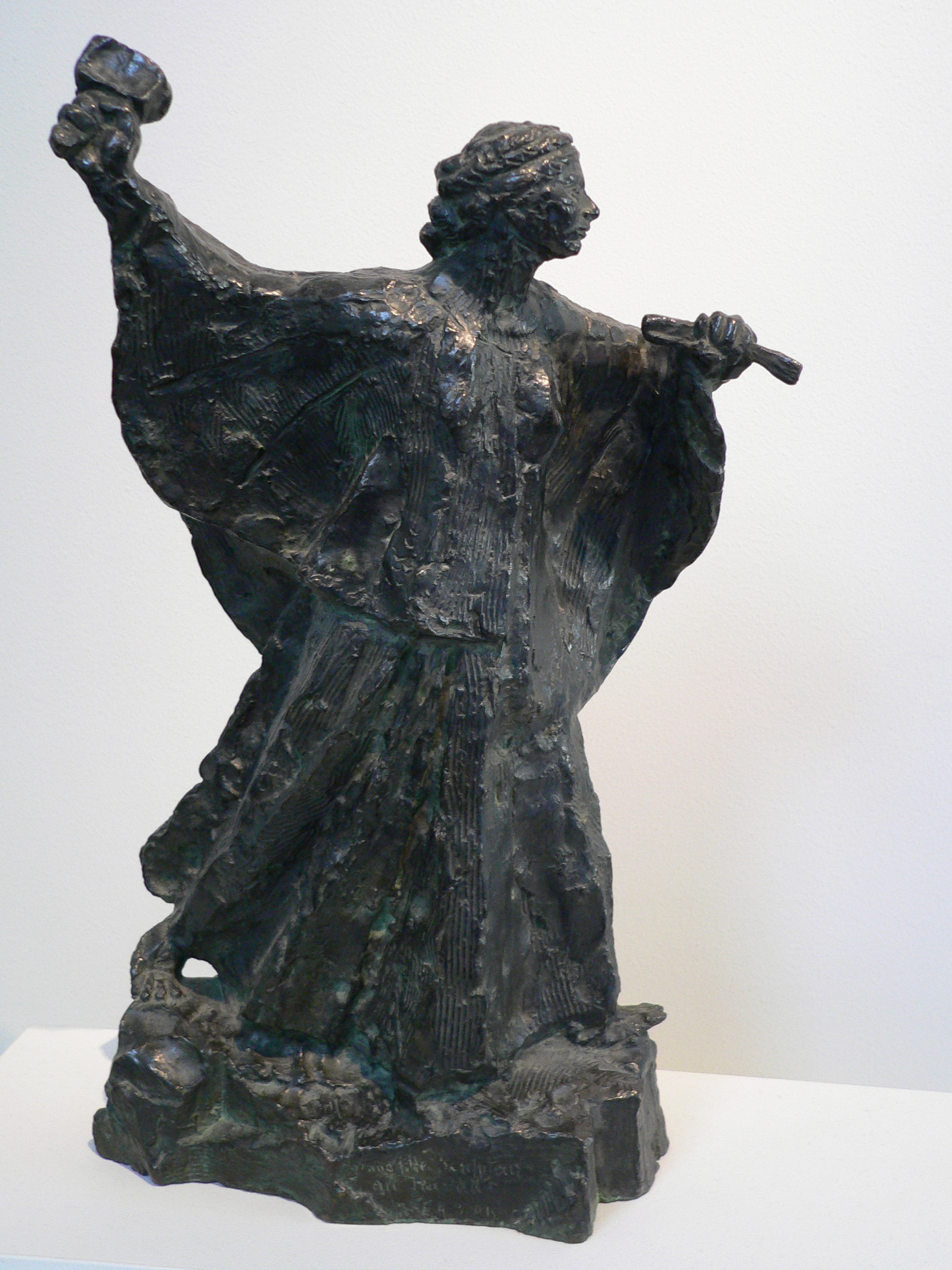
El escultor treballant, 1906, bronze, Stanford Museum, Stanford University, California
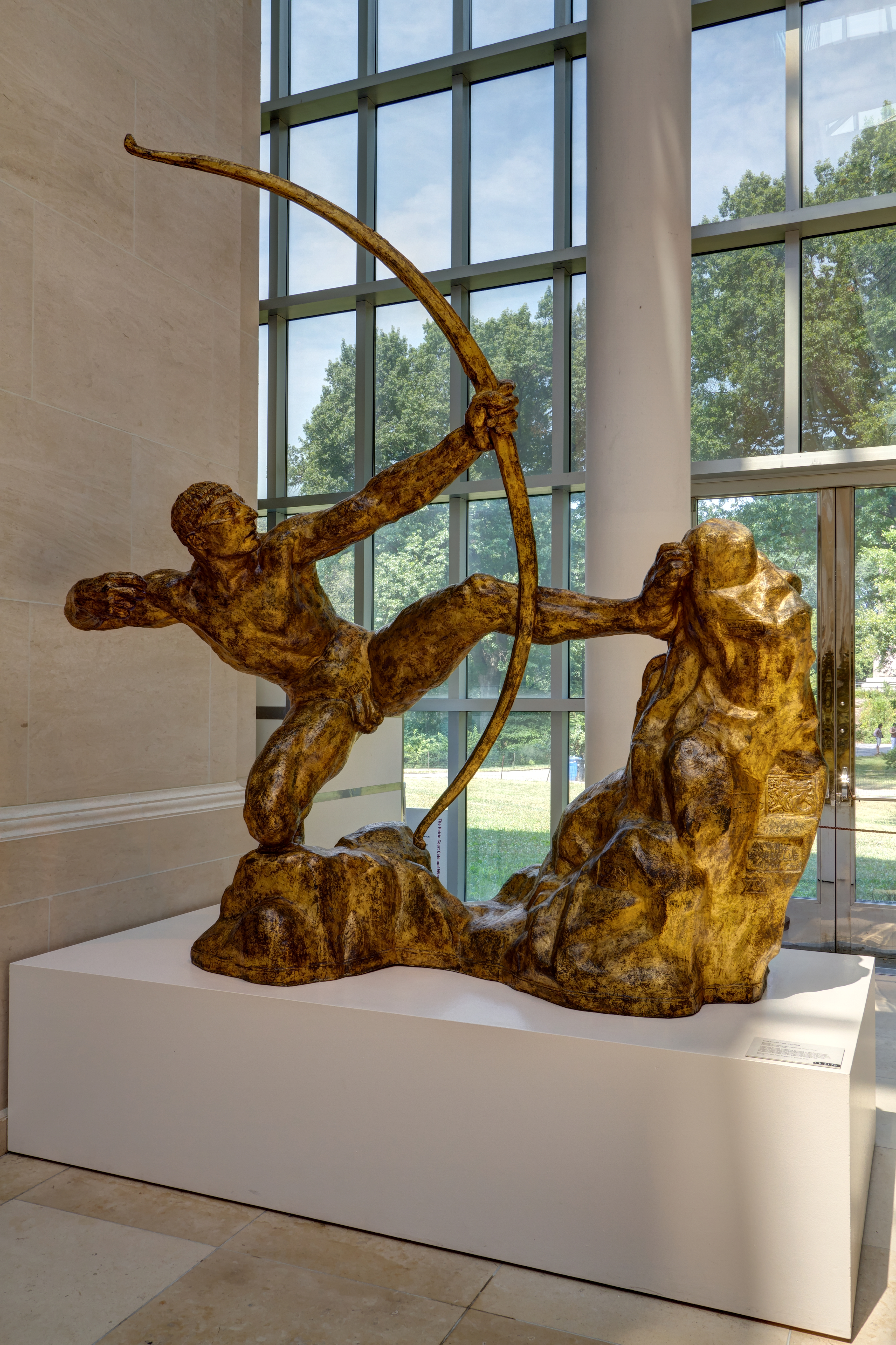
Hèrcules i l'Arquer (1909), Metropolitan Museum of Art
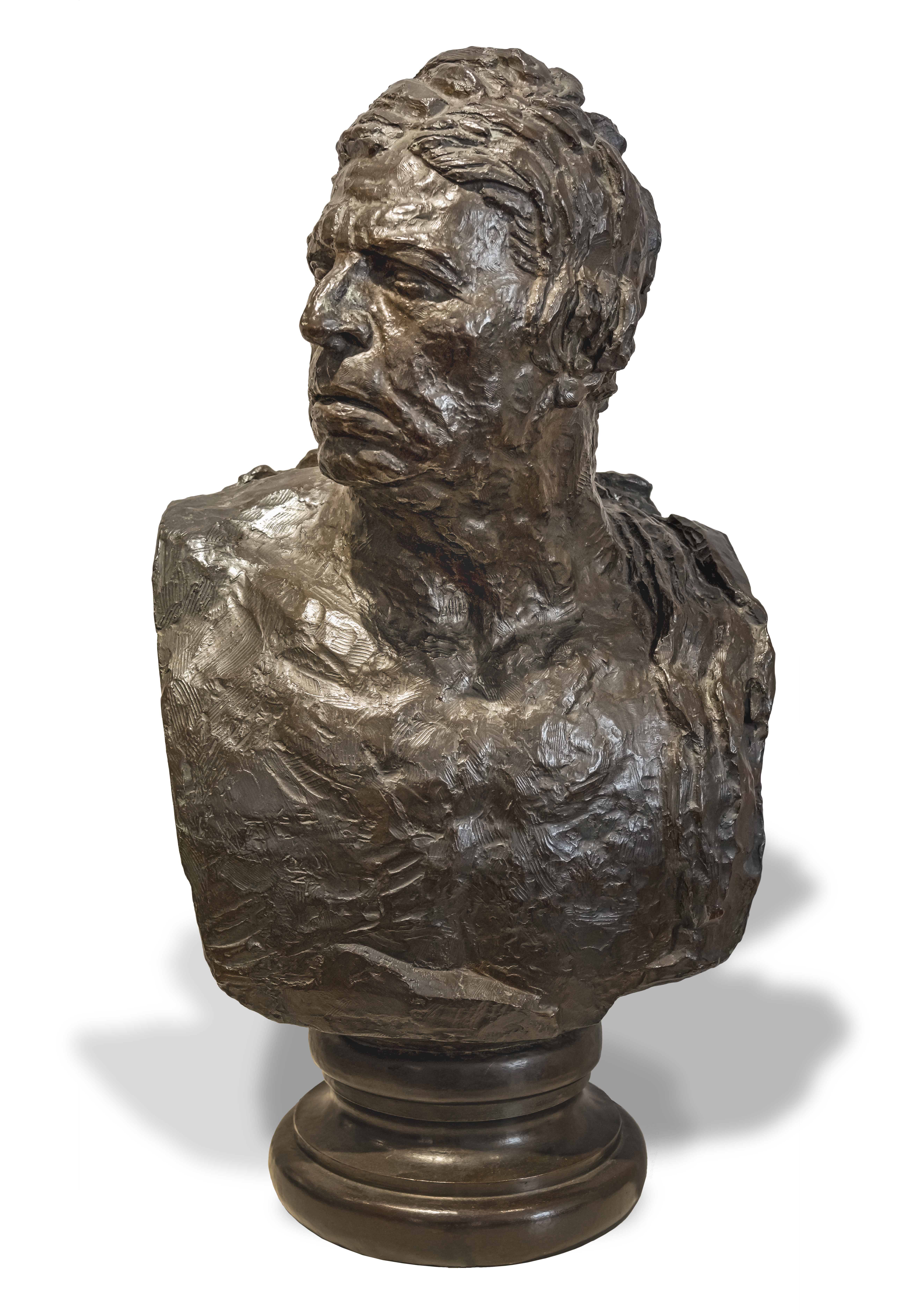
Bust d'Ingres, Musée Ingres-Bourdelle, Montauban (1908)
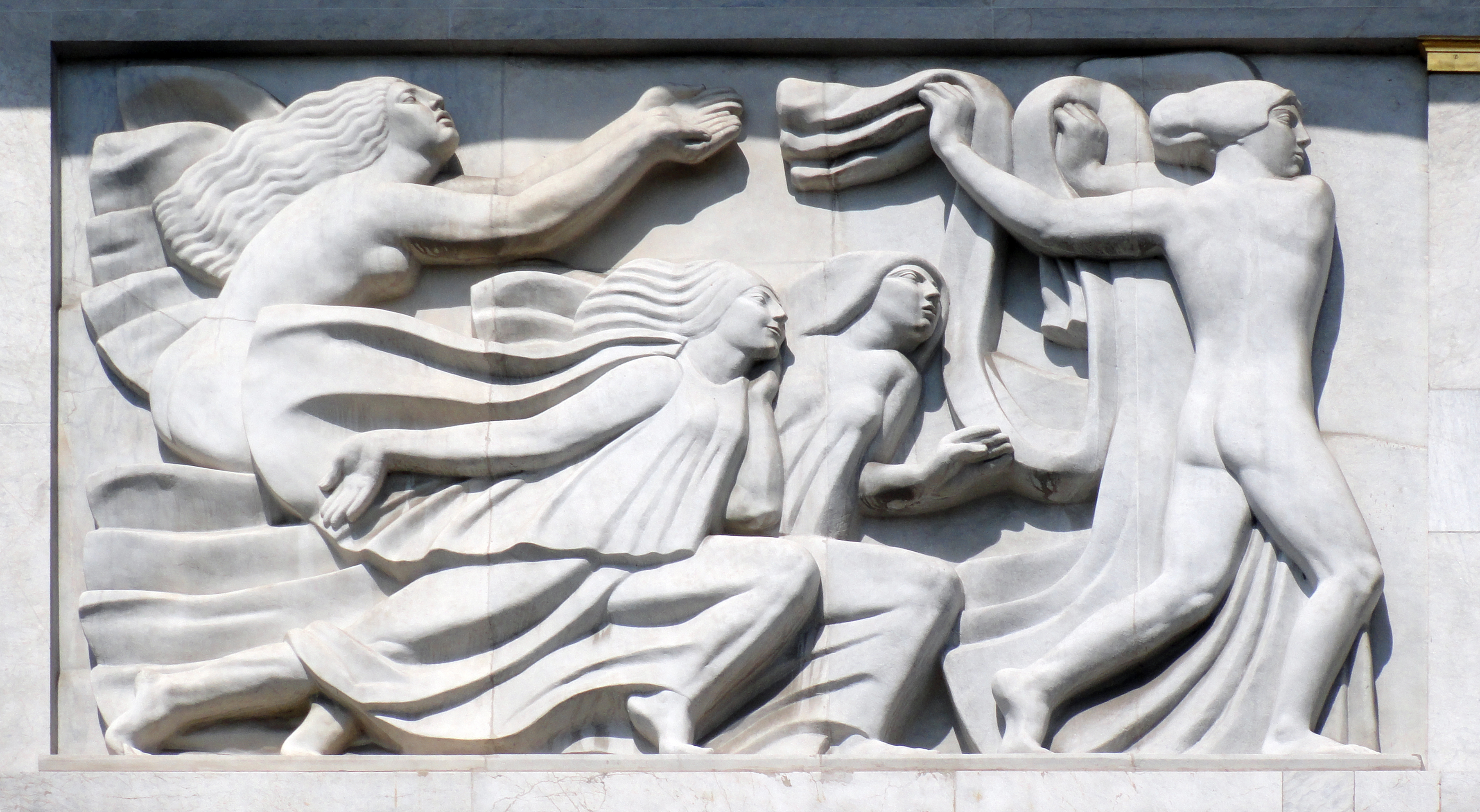
Apolo amb tres de les nou muses, Théâtre des Champs-Élysées (1910–12)
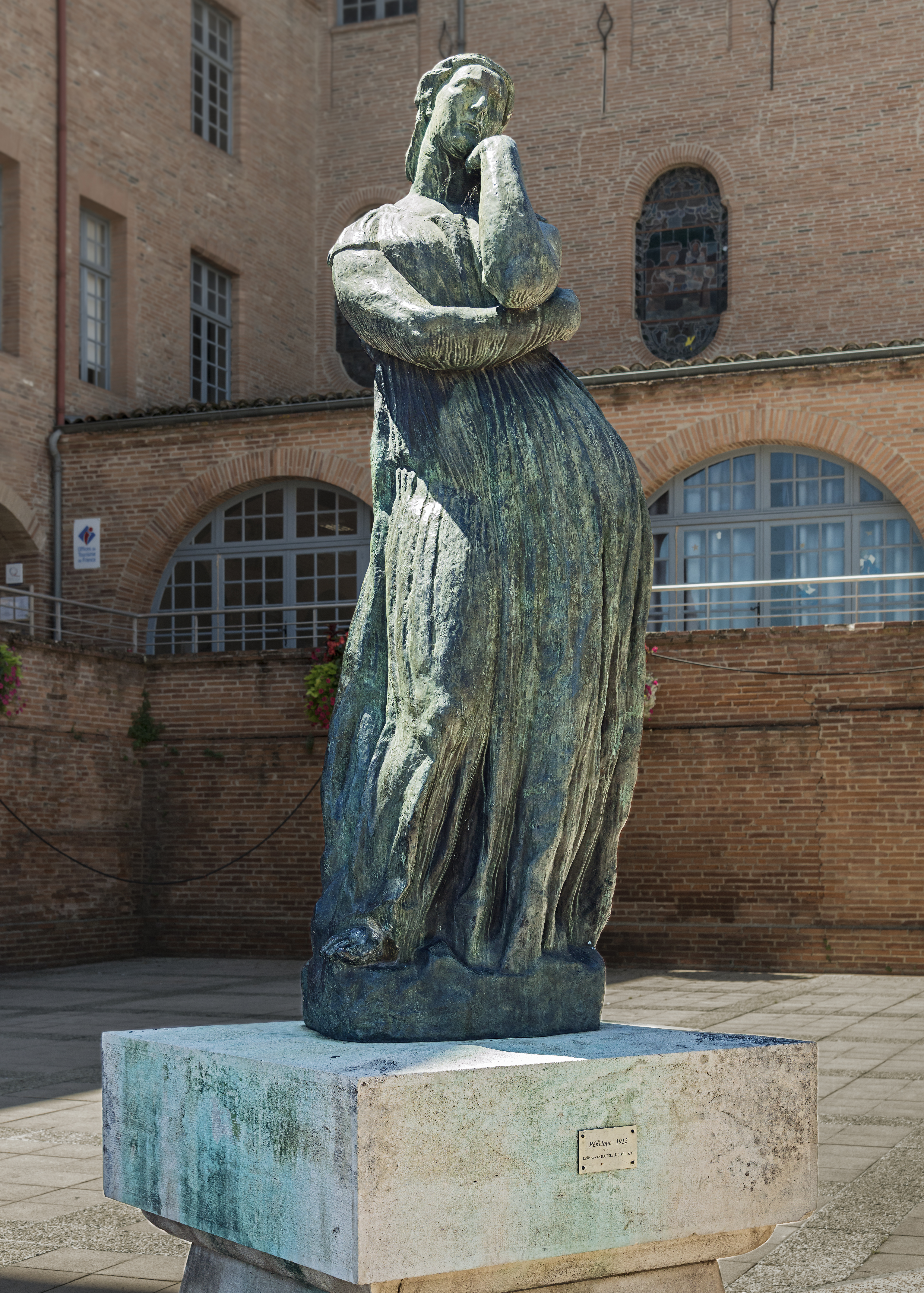
La Gran Penèlope, bronze, 1912, Montauban
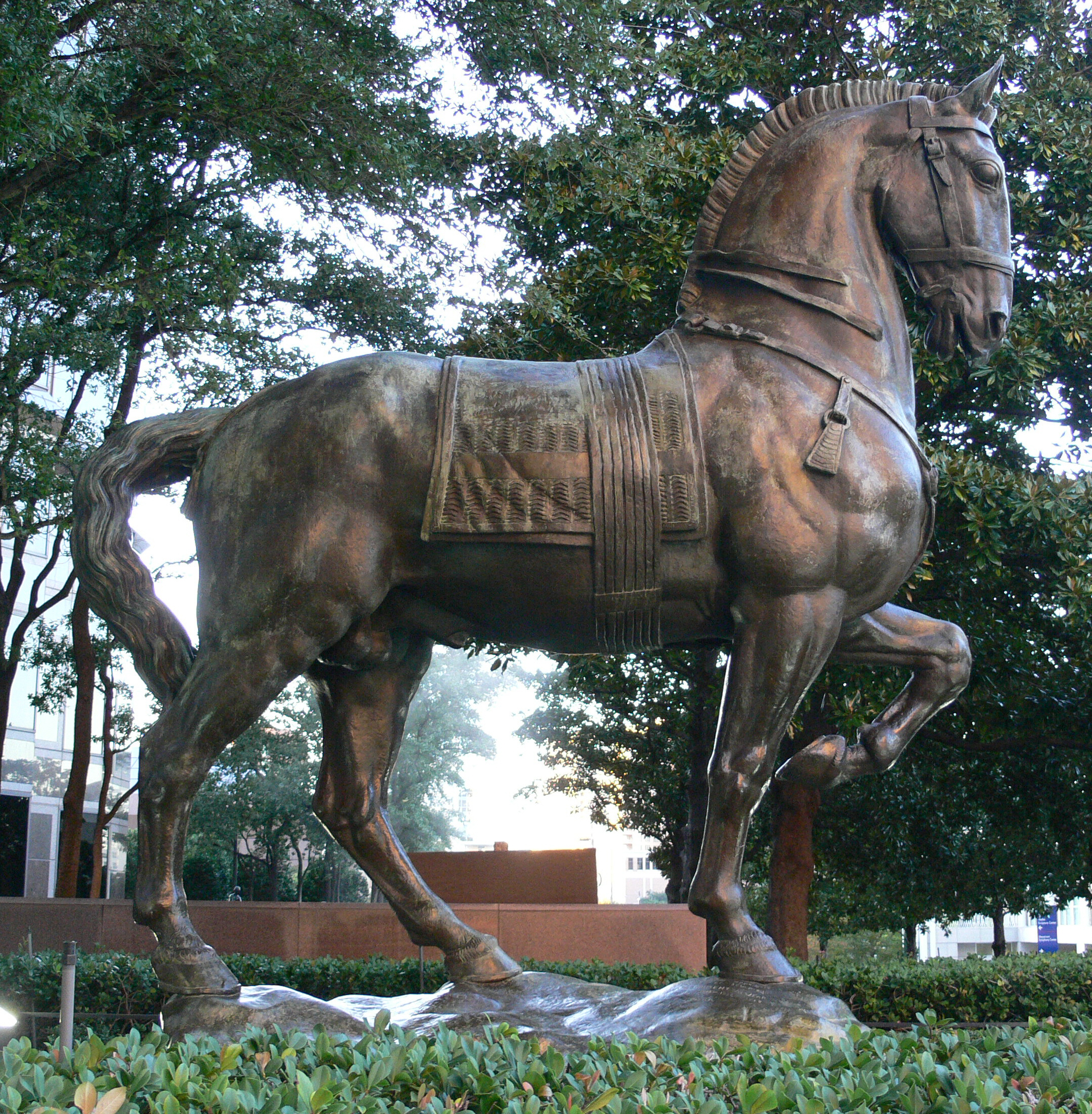
Monument al cavall Alvear, Trammell Crow Sculpture Garden, Dallas, Texas (1913–25)
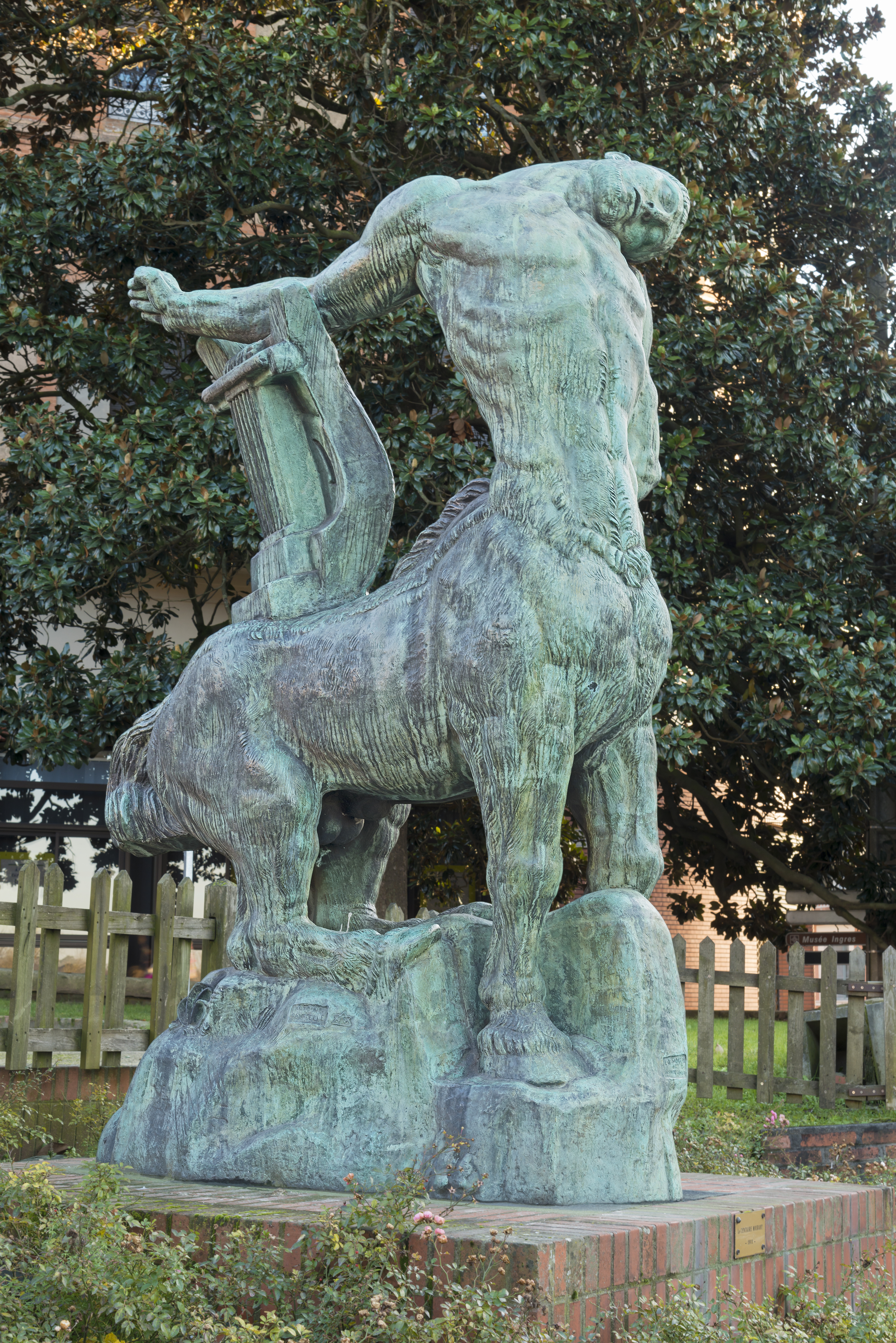
Centaure moribund, 1914, bronze, Musée Ingres-Bourdelle, Montauban
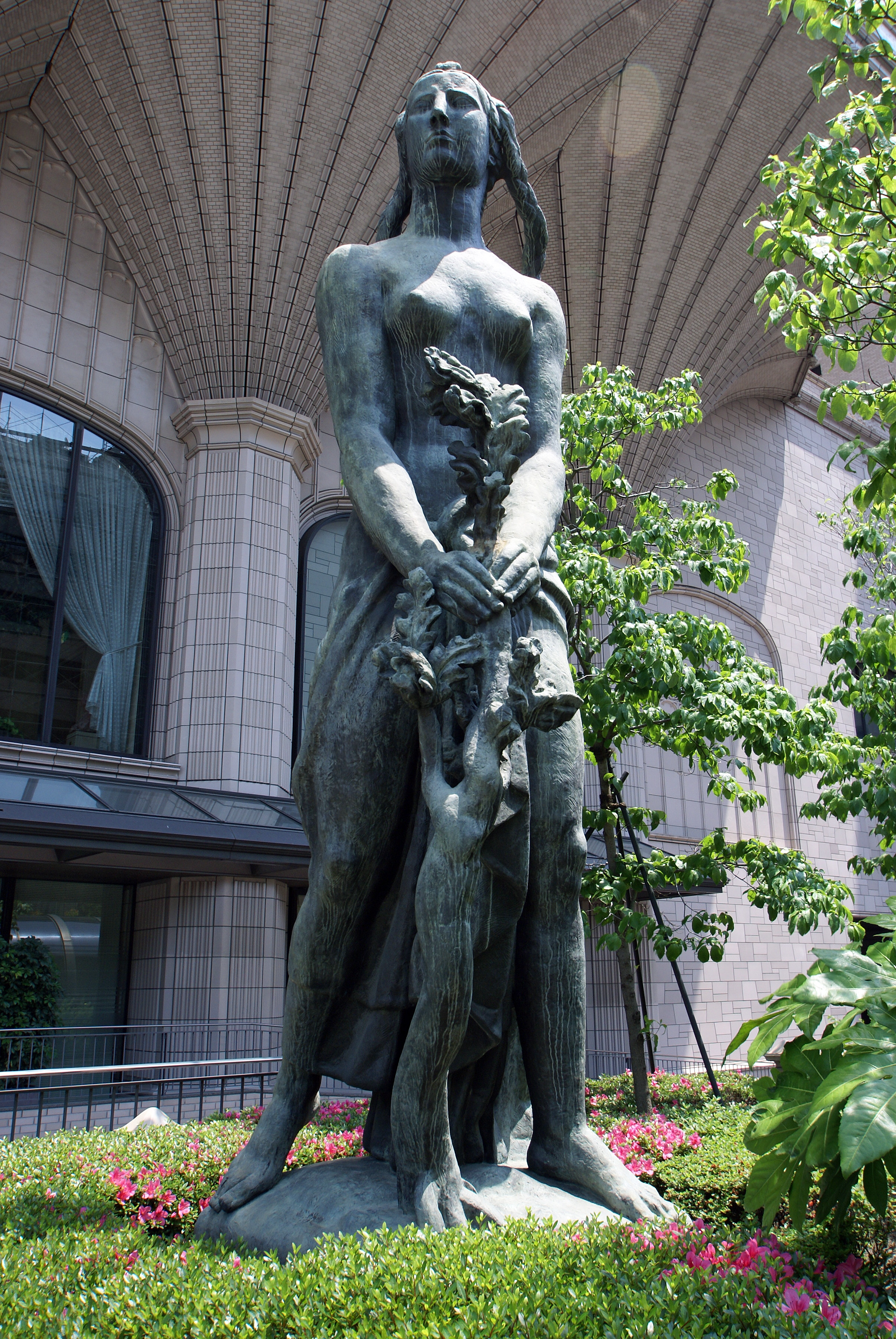
La Libertat, Daido Life Insurance Company, Osaka, Japan
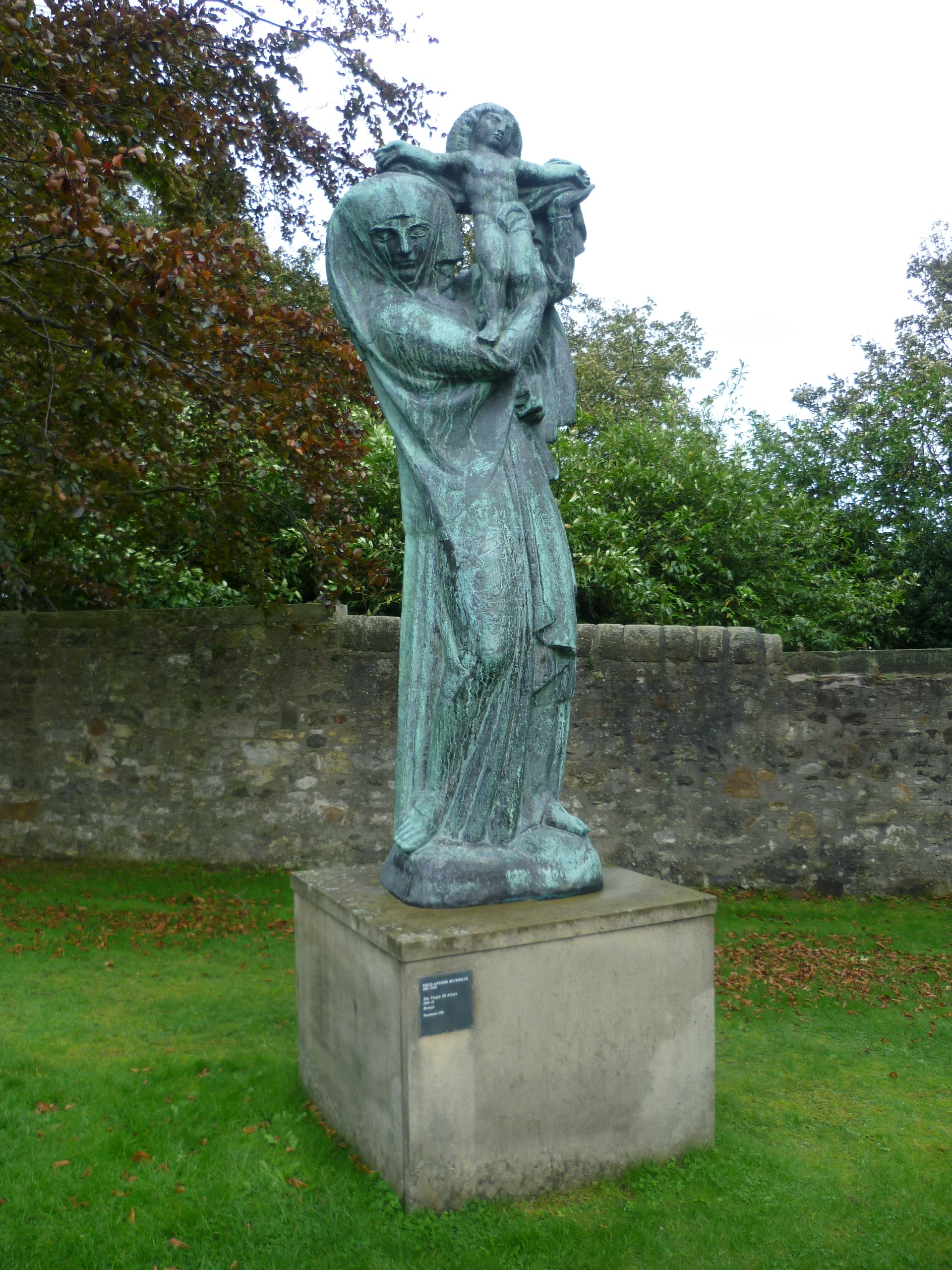
La Verge d'Aslàcia, 1919–21, Edinburgh, Scotland
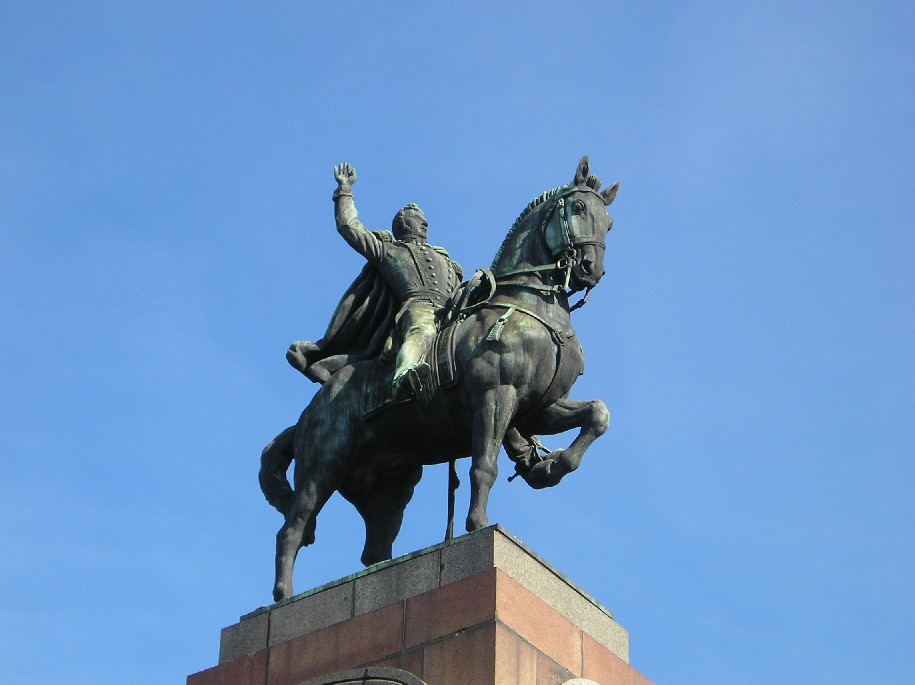
Monument al General Carlos M. de Alvear, Recoleta, Buenos Aires
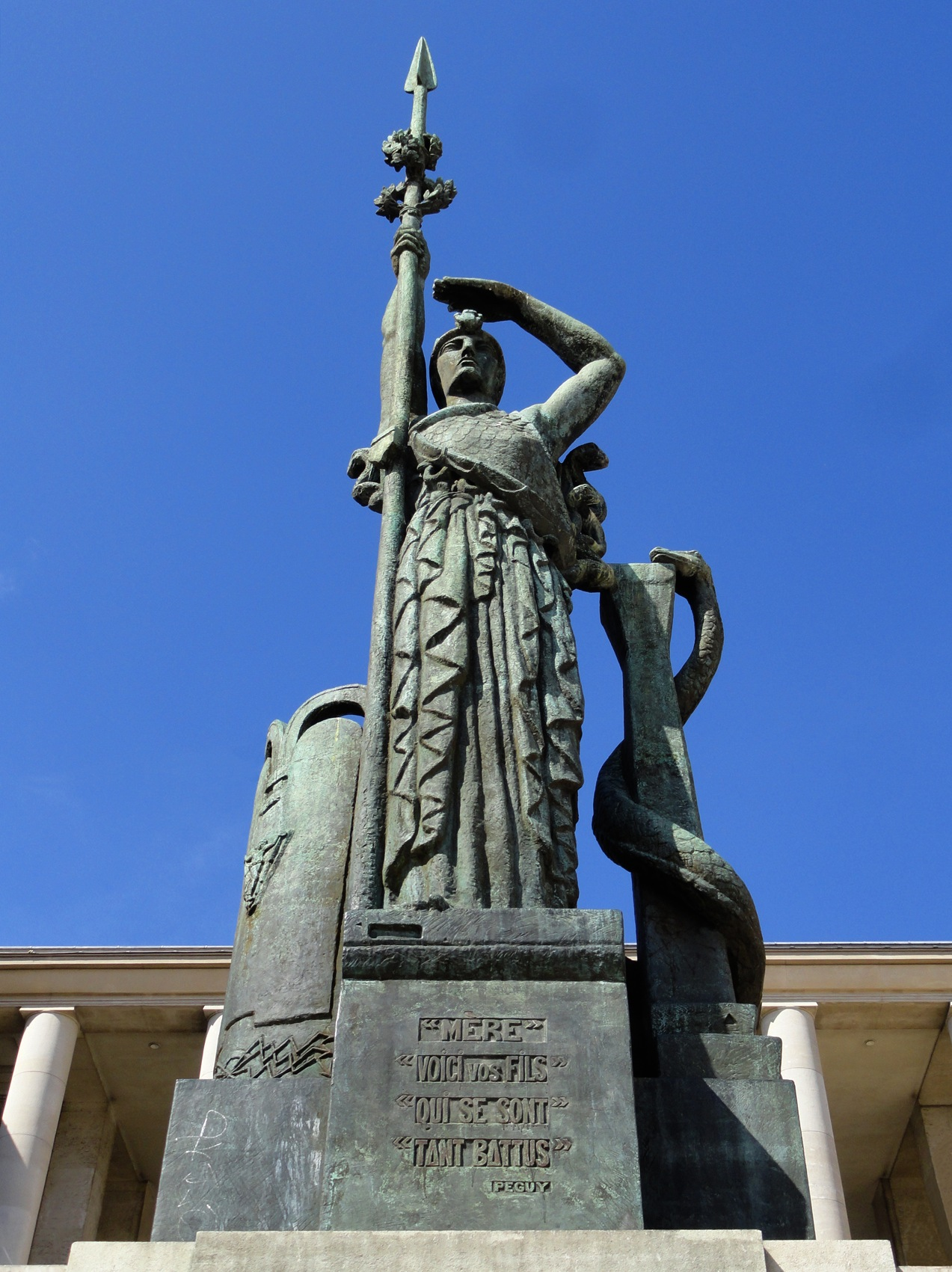
Monument titulatLa France) (1922), instal·lat 18 June 1948, Musée d'Art Moderne de la Ville de Paris, Palais de Tokyo
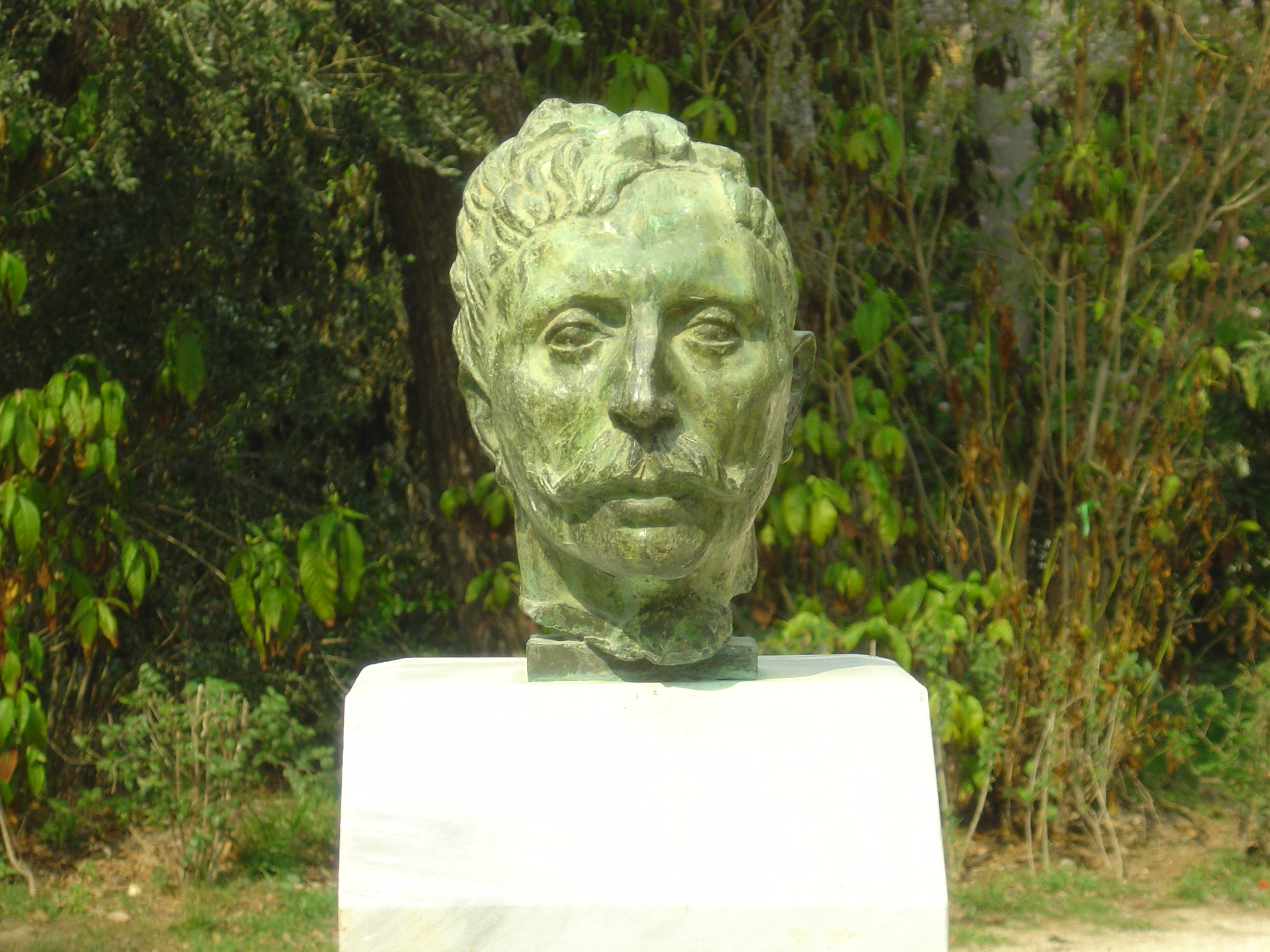
Bust de Jean Moreas, bronze, National Sculpture Garden, Athens, Greece
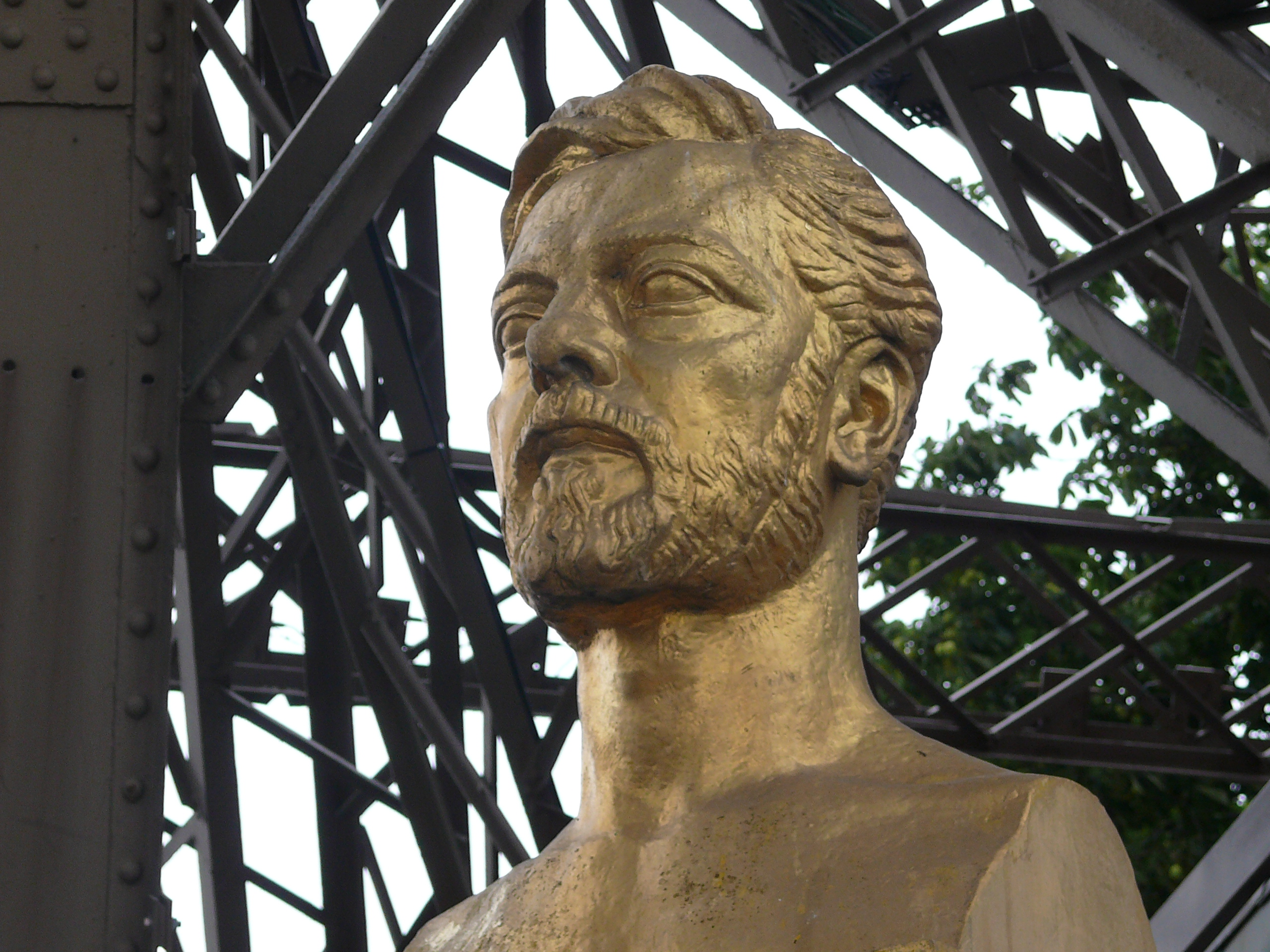
Bust de Gustave Eiffel a la Torre Eiffel France
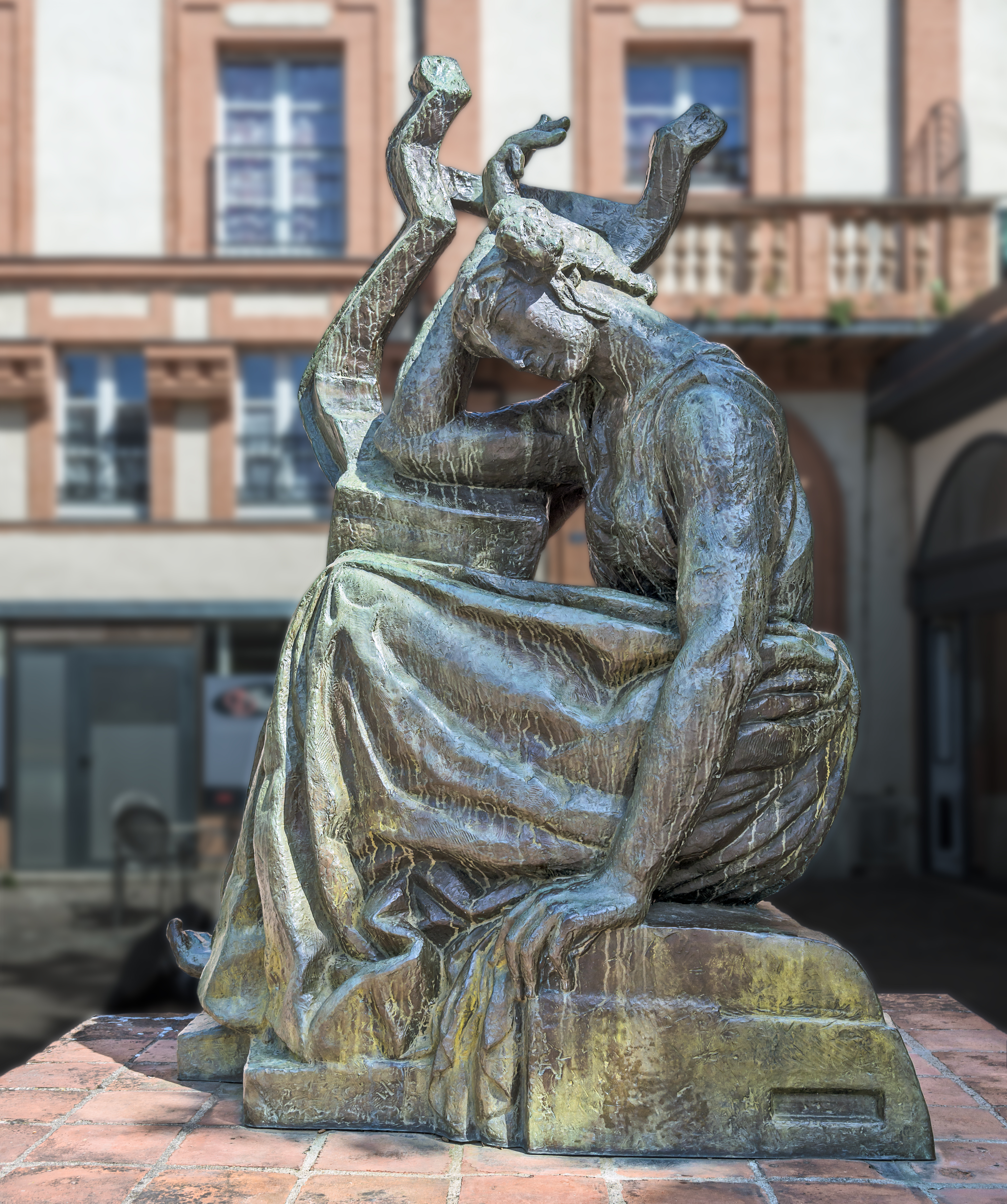
Sappho, 1925 Montauban France

## Influències
Bourdelle així com va tenir grans mestres, així mateix va tenir grans deixebles destacant-se entre ells:
- Pablo Curatella Manes, Argentina
- Alberto Giacometti, Suïssa
- Isaac Frenkel Frenel, Israel, França
- René Iché, França
- Aristides Maillol, França